# Кожельга
Кожельга — река в Красноярском крае России. Устье реки находится в 674 км по правому берегу реки Тым. Длина реки составляет 22 км. Образуется слиянием рек Правая Кожельга и Левая Кожельга.

## Данные водного реестра
По данным государственного водного реестра России относится к Верхнеобскому бассейновому округу, водохозяйственный участок реки — Обь от впадения реки Васюган до впадения реки Вах, речной подбассейн реки — Васюган. Речной бассейн реки — (Верхняя) Обь до впадения Иртыша.